# Neptuneopsis gilchristi
Neptuneopsis gilchristi is een slakkensoort uit de familie van de Volutidae. De wetenschappelijke naam van de soort is voor het eerst geldig gepubliceerd in 1898 door Sowerby III.